# Hookeriales
Hookeriales, red pravih mahovina iz suptropskih i tropskih područja. Ime je došlo po rodu Hookeria, koji je imenovan u čast engleskog botaničkog sistematičara i botaničkog ilustratora W. J. Hookera.
Postoji nekoliko porodica s više stotina vrsta.

## Porodice
1. Daltoniaceae Schimp.
2. Hookeriaceae Schimp.
3. Hypopterygiaceae Mitt.
4. Leucomiaceae Broth.
5. Pilotrichaceae Kindb.
6. Saulomataceae W.R. Buck, C.J. Cox, A.J. Shaw & Goffinet, rodovi: Ancistrodes (Meteoriaceae), Sauloma (Hookeriaceae), Vesiculariopsis (Hookeriaceae)
7. Schimperobryaceae W.R. Buck, C.J. Cox, A.J. Shaw & Goffinet, rod Schimperobryum (Hookeriaceae)

## Vanjske poveznice
|  | Zajednički poslužitelj ima još gradiva o temi Hookeriales |
|  | Wikivrste imaju podatke o taksonu Hookeriales             |